# 氫原子
氫原子是氫元素的原子。電中性的原子含有一個正價的質子與一個負價的電子，被庫侖定律束縛於原子核內。在大自然中，氫原子是豐度最高的同位素，稱為氫，氫-1 ，或氕。氫原子不含任何中子，別的氫同位素含有一個或多個中子。這條目主要描述氫-1 。
氫原子擁有一個質子和一個電子，是一個的簡單的二體系統。系統內的作用力只跟二體之間的距離有關，是反平方連心力，不需要將這反平方連心力二體系統再加理想化，簡單化。描述這系統的（非相對論性的）薛丁格方程式有解析解，也就是說，解答能以有限數量的常見函數來表達。滿足這薛丁格方程式的波函數可以完全地描述電子的量子行為。因此可以這樣說，在量子力學裏，沒有比氫原子問題更簡單，更實用，而又有解析解的問題了。所推演出來的基本物理理論，又可以用簡單的實驗來核對。所以，氫原子問題是個很重要的問題。
另外，理論上薛丁格方程式也可用於求解更複雜的原子與分子。但在大多數的案例中，皆無法獲得解析解，而必須藉用電腦來進行計算與模擬，或者做一些簡化的假設，方能求得問題的解析解。

## 歷史

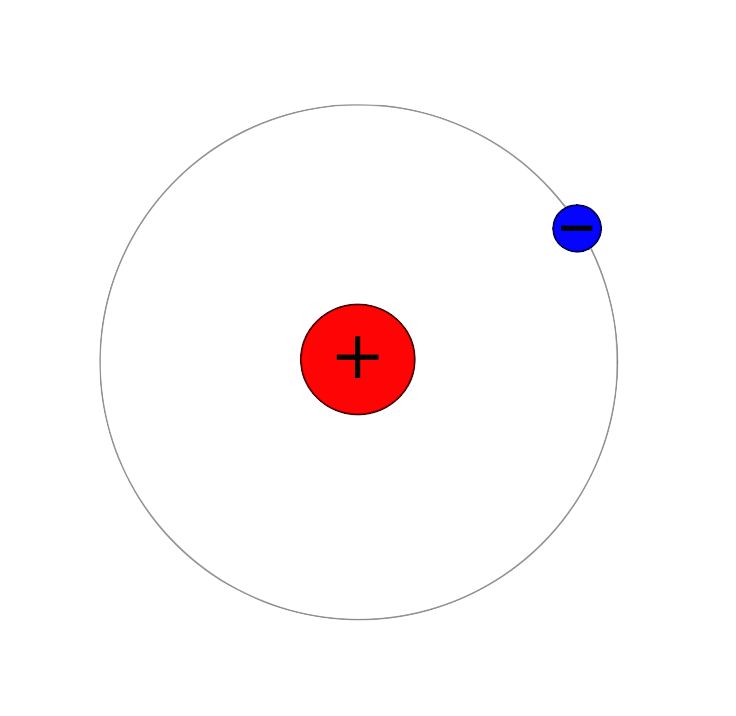
大多数氢原子的结构。

氫原子的半徑大約為波耳半徑。

1913 年，尼爾斯·玻耳在做了一些簡化的假設後，計算出氫原子的光譜頻率。這些假想，波耳模型的基石，並不是完全的正確，但是可以得到正確的能量答案。
1925/26 年，埃爾文·薛丁格應用他發明的薛丁格方程式，以嚴謹的量子力學分析，清楚地解釋了波耳答案正確的原因。氫原子的薛丁格方程式的解答是一個解析解，也可以計算氫原子的能級與光譜譜線的頻率。薛丁格方程式的解答比波耳模型更為精確，能夠得到許多電子量子態的波函數（軌域），也能夠解釋化學鍵的各向異性。

## 薛丁格方程式解答
氫原子問題的薛丁格方程式為:131-145：
{\displaystyle -{\frac {\hbar ^{2}}{2\mu }}\nabla ^{2}\psi +V(r)\psi =E\psi }；
其中，{\displaystyle \hbar } 是約化普朗克常數，{\displaystyle \mu } 是電子與原子核的約化質量，{\displaystyle \psi } 是量子態的波函數，{\displaystyle E} 是能量，{\displaystyle V(r)} 是庫侖位勢：
{\displaystyle V(r)=-{\frac {e^{2}}{4\pi \epsilon _{0}r}}} ；
其中，{\displaystyle \epsilon _{0}} 是真空電容率，{\displaystyle e} 是單位電荷量，{\displaystyle r} 是電子離原子核的距離。
採用球坐標 {\displaystyle (r,\ \theta ,\ \phi )}，將拉普拉斯算子展開：
{\displaystyle -{\frac {\hbar ^{2}}{2\mu r^{2}}}\left\{{\frac {\partial }{\partial r}}\left(r^{2}{\frac {\partial }{\partial r}}\right)+{\frac {1}{\sin ^{2}\theta }}\left[\sin \theta {\frac {\partial }{\partial \theta }}\left(\sin \theta {\frac {\partial }{\partial \theta }}\right)+{\frac {\partial ^{2}}{\partial \phi ^{2}}}\right]\right\}\psi -{\frac {e^{2}}{4\pi \epsilon _{0}r}}\psi =E\psi } 。
猜想這薛丁格方程式的波函數解 {\displaystyle \psi (r,\ \theta ,\ \phi )} 是徑向函數 {\displaystyle R_{nl}(r)} 與球諧函數 {\displaystyle Y_{lm}(\theta ,\ \phi )} 的乘積：
{\displaystyle \psi (r,\ \theta ,\ \phi )=R_{nl}(r)Y_{lm}(\theta ,\ \phi )} 。

### 角部分解答
參數為天頂角和方位角的球諧函數，滿足角部分方程式:160-170：
{\displaystyle -{\frac {1}{\sin ^{2}\theta }}\left[\sin \theta {\frac {\partial }{\partial \theta }}{\Big (}\sin \theta {\frac {\partial }{\partial \theta }}{\Big )}+{\frac {\partial ^{2}}{\partial \phi ^{2}}}\right]Y_{lm}(\theta ,\phi )=l(l+1)Y_{lm}(\theta ,\phi )} ；
其中，非負整數 {\displaystyle l} 是軌角動量的角量子數。磁量子數 {\displaystyle m} （滿足 {\displaystyle -l\leq m\leq l} ）是軌角動量對於 z-軸的（量子化的）投影。不同的 {\displaystyle l} 與 {\displaystyle m} 給予不同的軌角動量函數解答 {\displaystyle Y_{lm}} :
{\displaystyle Y_{lm}(\theta ,\ \phi )=(i)^{m+|m|}{\sqrt {{(2l+1) \over 4\pi }{(l-|m|)! \over (l+|m|)!}}}\,P_{lm}(\cos {\theta })\,e^{im\phi }} ；
其中，{\displaystyle i} 是虛數單位，{\displaystyle P_{lm}(\cos {\theta })} 是伴隨勒讓德多項式，用方程式定義為
{\displaystyle P_{lm}(x)=(1-x^{2})^{|m|/2}\ {\frac {d^{|m|}}{dx^{|m|}}}P_{l}(x)\,} ；
而 {\displaystyle P_{l}(x)} 是 {\displaystyle l} 階勒讓德多項式，可用羅德里格公式表示為：
{\displaystyle P_{l}(x)={1 \over 2^{l}l!}{d^{l} \over dx^{l}}(x^{2}-1)^{l}} 。

### 徑向部分解答
徑向函數滿足一個一維薛丁格方程式：:145-157
{\displaystyle \left[-{\hbar ^{2} \over 2\mu r^{2}}{d \over dr}\left(r^{2}{d \over dr}\right)+{\hbar ^{2}l(l+1) \over 2\mu r^{2}}-{\frac {e^{2}}{4\pi \epsilon _{0}r}}\right]R_{nl}(r)=ER_{nl}(r)} 。
方程式左邊的第二項可以視為離心力位勢，其效應是將徑向距離拉遠一點。
除了量子數 {\displaystyle \ell } 與 {\displaystyle m} 以外，還有一個主量子數 {\displaystyle n} 。為了滿足 {\displaystyle R_{nl}(r)} 的邊界條件，{\displaystyle n} 必須是正值整數，能量也離散為能級 {\displaystyle E_{n}=-\left({\frac {\mu e^{4}}{32\pi ^{2}\epsilon _{0}^{2}\hbar ^{2}}}\right){\frac {1}{n^{2}}}={\frac {-13.6}{n^{2}}}\ [eV]} 。隨著量子數的不同，函數 {\displaystyle R_{nl}(r)} 與 {\displaystyle Y_{lm}} 都會有對應的改變。按照慣例，規定用波函數的下標符號來表示這些量子數。這樣，徑向函數可以表達為
{\displaystyle R_{nl}(r)={\sqrt {{\left({\frac {2}{na_{\mu }}}\right)}^{3}{\frac {(n-l-1)!}{2n(n+l)!}}}}e^{-r/{na_{\mu }}}\left({\frac {2r}{na_{\mu }}}\right)^{l}L_{n-l-1}^{2l+1}({\tfrac {2r}{na_{\mu }}})} ；
其中，{\displaystyle a_{\mu }={{4\pi \varepsilon _{0}\hbar ^{2}} \over {\mu e^{2}}}} 。 {\displaystyle a_{\mu }} 近似於波耳半徑 {\displaystyle a_{0}} 。假若，原子核的質量是無限大的，則 {\displaystyle a_{\mu }=a_{0}} ，並且，約化質量等於電子的質量，{\displaystyle \mu =m_{e}} 。 {\displaystyle L_{n-l-1}^{2l+1}} 是广义拉盖尔多项式，其定義式可在條目拉盖尔多项式裡找到。
广义拉盖尔多项式{\displaystyle L_{n-l-1}^{2l+1}(x)}另外還有一種在量子力學裡常用的定義式（兩種定義式不同）：:152
{\displaystyle L_{i}^{j}(x)=(-1)^{j}\ {\frac {d^{j}}{dx^{j}}}L_{i+j}(x)} ；
其中，{\displaystyle L_{i+j}(x)} 是拉盖尔多项式，可用羅德里格公式表示為
{\displaystyle L_{i}(x)={\frac {e^{x}}{i!}}\ {\frac {d^{i}}{dx^{i}}}(x^{i}e^{-x})} 。
為了要結束广义拉盖尔多项式的遞迴關係，必須要求量子數 {\displaystyle l<n} 。
按照這種定義式，徑向函數表達為
{\displaystyle R_{nl}(r)={\sqrt {{\left({\frac {2}{na_{\mu }}}\right)}^{3}{\frac {(n-l-1)!}{2n[(n+l)!]^{3}}}}}e^{-r/{na_{\mu }}}\left({\frac {2r}{na_{\mu }}}\right)^{l}L_{n-l-1}^{2l+1}({\tfrac {2r}{na_{\mu }}})} 。
知道徑向函數 {\displaystyle R_{nl}(r)} 與球諧函數 {\displaystyle Y_{lm}} 的形式，可以寫出整個量子態的波函數，也就是薛丁格方程式的整個解答：
{\displaystyle \psi _{nlm}=R_{nl}(r)\,Y_{lm}(\theta ,\phi )} 。

### 量子數
量子數 {\displaystyle n} 、{\displaystyle l} 、{\displaystyle m} ，都是整數，容許下述值：:165-166
{\displaystyle n=1,\ 2,\ 3,\ 4,\ \dots } ，
{\displaystyle l=0,\ 1,\ 2,\ \dots ,\ n-1} ，
{\displaystyle m=-l,\ -l+1,\ \ldots ,\ 0,\ \ldots ,\ l-1,\ l} 。

### 角動量
每一個原子軌域都有特定的角動量向量 {\displaystyle \mathbf {L} } 。它對應的算符是一個向量算符 {\displaystyle {\hat {\mathbf {L} }}} 。角動量算符的平方 {\displaystyle {\hat {L}}^{2}\equiv {\hat {L}}_{x}^{2}+{\hat {L}}_{y}^{2}+{\hat {L}}_{z}^{2}} 的本徵值是:160-164
{\displaystyle {\hat {L}}^{2}Y_{lm}=\hbar ^{2}l(l+1)Y_{lm}} 。
角動量向量對於任意方向的投影是量子化的。設定此任意方向為 z-軸的方向，則量子化公式為
{\displaystyle {\hat {L}}_{z}Y_{lm}=\hbar mY_{lm}} 。
因為 {\displaystyle [{\hat {L}}^{2},\ {\hat {L}}_{z}]=0} ，{\displaystyle {\hat {L}}^{2}} 與 {\displaystyle {\hat {L}}_{z}} 是對易的，{\displaystyle L^{2}} 與 {\displaystyle L_{z}} 彼此是相容可觀察量，這兩個算符有共同的本徵態。根據不確定性原理，可以同時地測量到 {\displaystyle L^{2}} 與 {\displaystyle L_{z}} 的同樣的本徵值。
由於 {\displaystyle [{\hat {L}}_{x},\ {\hat {L}}_{y}]=i\hbar {\hat {L}}_{z}} ，{\displaystyle {\hat {L}}_{x}} 與 {\displaystyle {\hat {L}}_{y}} 互相不對易，{\displaystyle L_{x}} 與 {\displaystyle L_{y}} 彼此是不相容可觀察量，這兩個算符絕對不會有共同的基底量子態。一般而言，{\displaystyle {\hat {L}}_{x}} 的本徵態與 {\displaystyle {\hat {L}}_{y}} 的本徵態不同。
給予一個量子系統，量子態為 {\displaystyle |\psi \rangle } 。對於可觀察量算符 {\displaystyle {\hat {L}}_{x}} ，所有本徵值為 {\displaystyle l_{xi}} 的本徵態 {\displaystyle |f_{i}\rangle ,\quad i=1,\ 2,\ 3,\ \cdots } ，形成了一組基底量子態。量子態 {\displaystyle |\psi \rangle } 可以表達為這基底量子態的線性組合：{\displaystyle |\psi \rangle =\sum _{i}\ |f_{i}\rangle \langle f_{i}|\psi \rangle } 。對於可觀察量算符 {\displaystyle {\hat {L}}_{y}} ，所有本徵值為 {\displaystyle l_{yi}} 的本徵態 {\displaystyle |g_{i}\rangle ,\quad i=1,\ 2,\ 3,\ \cdots } ，形成了另外一組基底量子態。量子態 {\displaystyle |\psi \rangle } 可以表達為這基底量子態的線性組合：{\displaystyle |\psi \rangle =\sum _{i}\ |g_{i}\rangle \langle g_{i}|\psi \rangle } 。
假若，測量可觀察量 {\displaystyle L_{x}} ，得到的測量值為其本徵值 {\displaystyle l_{xi}} ，則量子態機率地塌縮為本徵態 {\displaystyle |f_{i}\rangle } 。假若，立刻再測量可觀察量 {\displaystyle L_{x}} ，得到的答案必定是 {\displaystyle l_{xi}} ，在很短的時間內，量子態仍舊處於 {\displaystyle |f_{i}\rangle } 。可是，假若改為立刻測量可觀察量 {\displaystyle L_{y}} ，則量子態不會停留於本徵態 {\displaystyle |f_{i}\rangle } ，而會機率地塌縮為 {\displaystyle {\hat {L}}_{y}} 本徵值是 {\displaystyle l_{yj}} 的本徵態 {\displaystyle |g_{j}\rangle } 。這是量子力學裏，關於測量的一個很重要的特性。
根據不確定性原理，
{\displaystyle \Delta L_{x}\ \Delta L_{y}\geq \left|{\frac {\langle [{\hat {L}}_{x},\ {\hat {L}}_{y}]\rangle }{2i}}\right|={\frac {\hbar |\langle {\hat {L}}_{z}\rangle |}{2}}} 。
{\displaystyle L_{x}} 的不確定性與 {\displaystyle L_{y}} 的不確定性的乘積 {\displaystyle \Delta L_{x}\ \Delta L_{y}} ，必定大於或等於 {\displaystyle {\frac {\hbar |\langle L_{z}\rangle |}{2}}} 。
類似地，{\displaystyle L_{x}} 與 {\displaystyle L_{z}} 之間，{\displaystyle L_{y}} 與 {\displaystyle L_{z}} 之間，也有同樣的特性。

### 自旋-軌道作用
電子的總角動量必須包括電子的自旋。在一個真實的原子裏，因為電子環繞著原子核移動，會感受到磁場。電子的自旋與磁場產生作用 ，這現象稱為自旋-軌道作用。當將這現象納入計算，自旋與角動量不再是保守的，可以將此想像為電子的進動。為了維持保守性，必須取代量子數 {\displaystyle l} 、{\displaystyle m} 與自旋的投影 {\displaystyle m_{s}} ，而以量子數 {\displaystyle j}，{\displaystyle m_{j}} 來計算總角動量。:271-275

### 精細結構
在原子物理學裏，因為一階相對論性效應，與自旋-軌道耦合，而產生的原子譜線分裂，稱為精細結構。:271-275
非相對論性、無自旋的電子產生的譜線稱為「粗略結構」。氫原子的粗略結構只跟主量子數 {\displaystyle n} 有關。可是，更精確的模型，考慮到相對論效應與自旋-軌道效應，能夠分解能級的簡併，使譜線能更精細地分裂。相對於粗略結構，精細結構是一個 {\displaystyle \alpha ^{2}} 效應；其中，{\displaystyle \alpha } 是精細結構常數。
在相對論量子力學裏，狄拉克方程式可以用來計算電子的波函數。用這方法，能階跟主量子數 {\displaystyle n} 、總量子數 {\displaystyle j} 有關，容許的能量為：
{\displaystyle E_{nj}=E_{n}\left[1+\left({\frac {\alpha }{n}}\right)^{2}\left({\frac {1}{j+{\frac {1}{2}}}}-{\frac {3}{4n}}\right)\right]} 。

## 電子軌域圖

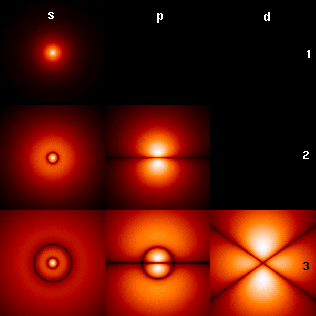
電子的機率密度繪圖。橫向展示不同的角量子數 (l) ,豎向展示不同的能級 (n) 。

右圖顯示出能量最低的幾個氫原子軌域（能量本徵函數）。這些是機率密度的截面的繪圖。圖內各種顏色的亮度代表不同的機率密度（黑色：0 機率密度，白色：最高機率密度）。角量子數 ({\displaystyle l}) ，以通常的光譜學代碼規則，標記在每一個縱排的最上端。{\displaystyle s} 意指 {\displaystyle l=0,\!} ，{\displaystyle p} 意指 {\displaystyle l=1,\!} ，{\displaystyle d} 意指 {\displaystyle l=2,\!} 。主量子數 {\displaystyle (n=1,\ 2,\ 3,\ \dots )} 標記在每一個横排的最右端。磁量子數 {\displaystyle m} 被設定為 0 。截面是 xz-平面（ z-軸是縱軸）。將繪圖繞著 z-軸旋轉，則可得到三維空間的機率密度。
基態是最低能級的量子態，也是電子最常找到的量子態，標記為 {\displaystyle 1s} 態，{\displaystyle n=1,\ l=0}  。
特別注意，在每一個軌域的圖片內，黑線出現的次數。這些二維空間黑線，在三維空間裏，是節面 (nodal plane) 。節面的數量等於 {\displaystyle n-1}  ，是徑向節數（ {\displaystyle n-l-1}  ）與角節數（ {\displaystyle l}  ）的總和。

## 穩定性
思考氫原子穩定性問題，應用經典電動力學來分析，則由於庫侖力作用，束縛電子會被原子核吸引，呈螺線運動掉入原子核，同時輻射出無窮大能量，因此原子不具有穩定性。但是，在大自然裏這虛擬現象實際並不會發生。那麼，為什麼氫原子的束縛電子不會掉入原子核裏？應用量子力學，可以計算出氫原子系統的基態能量大於某有限值，稱這結果為滿足「第一種穩定性條件」，即氫原子的基態能量 {\displaystyle E_{0}} 大於某有限值：:10
{\displaystyle E_{0}>-\infty } 。
量子力學的海森堡不確定性原理 {\displaystyle \Delta x\Delta p\geq \hbar /2} 可以用來啟發性地說明這問題，電子越接近原子核，電子動能越大。但是海森堡不確定性原理不能嚴格給出數學證明，有些特別案例不能滿足第一種穩定性條件，因為 {\displaystyle \Delta x} 量度的是波函數的半寬度，而不是波函數集聚於原子核附近的程度，所以波函數可以擁有一定的半寬度，並且極度集聚於原子核附近，造成庫侖勢能趨於 {\displaystyle -\infty } ，同時維持有限的動能。
更詳細分析起見，只考慮類氫原子系統，給定原子的原子序 {\displaystyle Z} ，原子的能量 {\displaystyle E} 為
{\displaystyle E=T+V=\int _{\mathbb {R} ^{3}}\mathrm {d} x\left({\frac {1}{2}}|\nabla \psi (x)|^{2}-Z{\frac {|\psi (x)|^{2}}{|x|}}\right)} ；
其中，{\displaystyle T} 為動能，{\displaystyle V} 為勢能，{\displaystyle \psi (x)} 為描述類氫原子系統的波函數，{\displaystyle x} 為位置坐標，{\displaystyle \mathbb {R} ^{3}} 為積分體積。
應用索博列夫不等式，經過一番運算，可以得到能量最大下界為。
{\displaystyle E_{0}=-4Z^{2}/3\ [Ry]} ；
其中，{\displaystyle Ry} 是能量單位里德伯，大約為13.6eV。
總結，類氫原子滿足第一種穩定性條件這結果。

## 參閱
- 氘
- 氚
- 氫原子光譜
- 21公分線
- 量子化學
- 類氫原子
- 球對稱位勢
- 拉普拉斯-龍格-冷次向量

| 相邻较轻同位素: (沒有, 最輕的) | 氫原子是 氫的同位素 | 相邻较重同位素: 氫-2 |
| 母同位素： 自由中子 氦-2       | 氫原子的 衰變鏈     | 衰變產物為 （穩定）  |

## 外部連結
- 大衛森大學物理課堂講義：關於軌域的互動繪圖
- 新墨西哥大學物理課堂講義：氫原子的波函數，波函數線形圖，與機率密度圖像
- 德瑞守大學物理課堂講義：氫原子基本量子力學概念 （页面存档备份，存于）